# Johnny Hallyday/Diskografie
Diese Diskografie ist eine Übersicht über die musikalischen Werke des französischen Sängers Johnny Hallyday. Den Schallplattenauszeichnungen zufolge hat er bisher mehr als 32,6 Millionen Tonträger verkauft, davon alleine in seiner Heimat über 30,1 Millionen. Seine erfolgreichste Veröffentlichung ist das Album Sang pour sang mit über zwei Millionen verkauften Einheiten.

## Alben

### Studioalben
| Jahr                        | Titel Musiklabel                                            | Höchstplatzierung, Gesamtwochen, AuszeichnungChartplatzierungen (Jahr, Titel, Musiklabel, Platzierungen, Wochen, Auszeichnungen, Anmerkungen) | Höchstplatzierung, Gesamtwochen, AuszeichnungChartplatzierungen (Jahr, Titel, Musiklabel, Platzierungen, Wochen, Auszeichnungen, Anmerkungen) | Höchstplatzierung, Gesamtwochen, AuszeichnungChartplatzierungen (Jahr, Titel, Musiklabel, Platzierungen, Wochen, Auszeichnungen, Anmerkungen) | Anmerkungen                                                           |
| Jahr                        | Titel Musiklabel                                            | FR | BEW | CH | Anmerkungen                                                           |
| --------------------------- | ----------------------------------------------------------- | --- | --- | --- | --------------------------------------------------------------------- |
| 1960                        | Hello Johnny Disques Vogue                                  | FR58 a (2 Wo.)FR | — | — | Erstveröffentlichung: 31. Oktober 1960                                |
| 1961                        | Nous les gars, nous les filles Disques Vogue                | — | — | — | Erstveröffentlichung: Januar 1961                                     |
| 1961                        | Tête à tête avec Johnny Hallyday Disques Vogue              | FR64 a (2 Wo.)FR | — | — | Erstveröffentlichung: 1961                                            |
| 1961                        | Viens danser le twist Philips                               | FR28 a (4 Wo.)FR | BEW184 b (1 Wo.)BEW | — | Erstveröffentlichung: 20. September 1961                              |
| 1961                        | Salut les copains Philips                                   | FR56 c (1 Wo.)FR | — | — | Erstveröffentlichung: 1961                                            |
| 1962                        | Retiens la nuit auch bekannt als N°2 Philips                | FR39 c Platin · (3 Wo.)FR | BEW198 b (1 Wo.)BEW | — | Erstveröffentlichung: 2. Februar 1962                                 |
| 1962                        | Sings America’s Rockin’ Hits Philips                        | FR30 c (3 Wo.)FR | — | — | Erstveröffentlichung: 1962                                            |
| 1962                        | Madison Twist auch bekannt als N°3 Philips                  | FR40 a (2 Wo.)FR | BEW152 b (1 Wo.)BEW | — | Erstveröffentlichung: 1962                                            |
| 1963                        | L’idole des jeunes auch bekannt als N°4 Philips             | FR48 a Platin · (9 Wo.)FR | BEW171 b (1 Wo.)BEW | — | Erstveröffentlichung: 9. April 1963                                   |
| 1963                        | Da dou ron ron auch bekannt als N°5 Philips                 | FR56 a (2 Wo.)FR | — | — | Erstveröffentlichung: 29. Juni 1963                                   |
| 1963                        | Les bras en croix auch bekannt als N°4 Philips              | FR45 c (1 Wo.)FR | — | — |                                                                       |
| 1964                        | Les guitares jouent auch bekannt als N°6 Philips            | — | — | — | Erstveröffentlichung: 27. Februar 1964                                |
| 1964                        | Les rocks les plus terribles Philips                        | FR31 c (1 Wo.)FR | — | — | Erstveröffentlichung: 10. Juli 1964                                   |
| 1964                        | Le pénitencier auch bekannt als N°7 Philips                 | FR80 e Platin · (1 Wo.)FR | BEW197 (1 Wo.)BEW | — | Erstveröffentlichung: 1964 Charteinstieg BEW: 2019                    |
| 1965                        | Johnny chante Hallyday Philips                              | FR13 c (3 Wo.)FR | — | — | Erstveröffentlichung: 1965                                            |
| 1965                        | Hallelujah auch bekannt als N°8 Philips                     | FR39 c (1 Wo.)FR | — | — | Erstveröffentlichung: 1965                                            |
| 1966                        | La génération perdue Philips                                | FR18 c Gold · (5 Wo.)FR | BEW19 (14 Wo.)BEW | CH97 (1 Wo.)CH | Erstveröffentlichung: 21. Oktober 1966 Charteinstieg BEW und CH: 2016 |
| 1967                        | Johnny 67 Philips                                           | FR28 c (4 Wo.)FR | BEW46 b (5 Wo.)BEW | — | Erstveröffentlichung: 2. Juli 1967                                    |
| 1968                        | Jeune homme Philips                                         | FR70 c (1 Wo.)FR | — | — | Erstveröffentlichung: 24. Juni 1968                                   |
| 1969                        | Rivière … ouvre ton lit Philips                             | FR45 c (1 Wo.)FR | BEW10 (9 Wo.)BEW | CH95 (1 Wo.)CH | Erstveröffentlichung: 5. Mai 1969 Charteinstieg BEW und CH: 2020      |
| 1970                        | Vie Philips                                                 | FR42 c (1 Wo.)FR | — | — | Erstveröffentlichung: 6. November 1970                                |
| 1971                        | Flagrant délit Philips                                      | — | — | — | Erstveröffentlichung: Juni 1971                                       |
| 1972                        | Country, Folk, Rock Philips                                 | — | BEW25 f (… Wo.)BEW | — | Erstveröffentlichung: 1972                                            |
| 1973                        | Insolitudes Philips                                         | FR36 c Gold · (1 Wo.)FR | — | — | Erstveröffentlichung: 23. April 1973                                  |
| 1974                        | Je t’aime, je t’aime, je t’aime Philips                     | FR36 c (3 Wo.)FR | — | — | Erstveröffentlichung: 29. Mai 1974                                    |
| 1974                        | Rock ’n’ Slow Philips                                       | FR— GoldFR | — | — | Erstveröffentlichung: 1974                                            |
| 1975                        | Rock à Memphis Philips                                      | FR34 c (3 Wo.)FR | — | — | Erstveröffentlichung: 23. Mai 1975                                    |
| 1975                        | La terre promise Philips                                    | FR47 c (2 Wo.)FR | — | — | Erstveröffentlichung: 19. September 1975                              |
| 1976                        | Derrière l’amour Philips                                    | FR32 c Platin + Gold (Re-Release) · (5 Wo.)FR                                                                                                 | BEW55 (5 Wo.)BEW | — | Erstveröffentlichung: 21. Juni 1976 Charteinstieg BEW: 2016           |
| 1976                        | Hamlet Philips                                              | FR33 c Gold · (2 Wo.)FR | — | — | Erstveröffentlichung: 6. September 1976                               |
| 1977                        | C’est la vie Philips                                        | FR38 c Platin · (1 Wo.)FR | — | — | Erstveröffentlichung: 17. Oktober 1977                                |
| 1978                        | Solitudes à deux Philips                                    | FR— PlatinFR | — | — | Erstveröffentlichung: 1978                                            |
| 1979                        | Hollywood Philips                                           | FR29 c Gold · (4 Wo.)FR | — | — | Erstveröffentlichung: 29. Januar 1979                                 |
| 1980                        | À partir de maintenant Philips                              | FR51 c Gold · (1 Wo.)FR | — | — | Erstveröffentlichung: 23. Juni 1980                                   |
| 1981                        | En pièces dètachées Philips                                 | FR41 c Gold · (1 Wo.)FR | — | — | Erstveröffentlichung: 30. Januar 1981                                 |
| 1981                        | Pas facile Philips                                          | FR25 c (1 Wo.)FR | — | — | Erstveröffentlichung: 21. September 1981                              |
| 1982                        | Quelque part un aigle Philips                               | FR— GoldFR | — | — | Erstveröffentlichung: 1982                                            |
| 1982                        | La peur Philips                                             | FR26 c Platin · (1 Wo.)FR | — | — | Erstveröffentlichung: 10. September 1982                              |
| 1983                        | Entre violence et violon Philips                            | FR55 c Gold · (1 Wo.)FR | — | — | Erstveröffentlichung: 9. September 1983                               |
| 1984                        | Hallyday 84 (Spécial Enfants Du Rock) Philips               | FR43 c Gold · (1 Wo.)FR | — | — | Erstveröffentlichung: 24. Februar 1984                                |
| 1984                        | En V.O. Philips                                             | FR56 c (1 Wo.)FR | — | — | Erstveröffentlichung: März 1984                                       |
| 1985                        | Rock’n’Roll Attitude Philips                                | FR66 Platin + Platin (Re-Release) · (3 Wo.)FR                                                                                                 | — | — | Charteinstieg FR: 2015                                                |
| 1986                        | Gang Philips                                                | FR— ×2DoppelplatinFR | BEW54 d (6 Wo.)BEW | — | Erstveröffentlichung: 5. Dezember 1986                                |
| 1989                        | Cadillac Philips                                            | FR50 c ×2Doppelplatin · (1 Wo.)FR | — | — | Erstveröffentlichung: 1989                                            |
| 1991                        | Ça ne change pas un homme Philips                           | FR40 c (1 Wo.)FR | — | — | Erstveröffentlichung: 9. Dezember 1991                                |
| 1994                        | Rough Town Philips                                          | FR— GoldFR | — | — | Erstveröffentlichung: 4. Oktober 1994 komplett in Englisch gesungen   |
| 1995                        | Lorada Mercury Records / Philips (UMG)                      | FR39 ×2Doppelplatin · (3 Wo.)FR | BEW3 Gold · (29 Wo.)BEW | — | Erstveröffentlichung: 26. Juni 1995                                   |
| 1996                        | Destination Vegas Mercury Records / Philips (UMG)           | FR4 (8 Wo.)FR | BEW16 (6 Wo.)BEW | — | Erstveröffentlichung: 9. Dezember 1996                                |
| 1998                        | Ce que je sais Mercury Records / Philips (UMG)              | FR2 ×2Doppelplatin · (46 Wo.)FR | BEW2 Gold · (30 Wo.)BEW | CH38 Gold · (3 Wo.)CH | Erstveröffentlichung: 23. Januar 1998                                 |
| 1999                        | Sang pour sang Mercury Records (UMG)                        | FR1 Diamant · (100 Wo.)FR | BEW1 Platin · (55 Wo.)BEW | CH47 Platin · (19 Wo.)CH | Erstveröffentlichung: 10. September 1999                              |
| 2002                        | À la vie, à la mort Mercury Records (UMG)                   | FR1 Diamant · (58 Wo.)FR | BEW1 Platin · (22 Wo.)BEW | CH2 Platin · (25 Wo.)CH | Erstveröffentlichung: 1. November 2002                                |
| 2005                        | Ma vérité Mercury Records (UMG)                             | FR1 Diamant · (53 Wo.)FR | BEW1 Platin · (39 Wo.)BEW | CH5 Gold · (15 Wo.)CH | Erstveröffentlichung: 7. November 2005                                |
| 2007                        | Le cœur d’un homme Warner Music (WMG)                       | FR1 ×2Doppelplatin · (67 Wo.)FR | BEW1 Gold · (23 Wo.)BEW | CH4 Gold · (13 Wo.)CH | Erstveröffentlichung: 12. November 2007                               |
| 2008                        | Ça ne finira jamais Warner Music (WMG)                      | FR1 ×2Doppelplatin · (64 Wo.)FR | BEW1 Gold · (34 Wo.)BEW | CH4 Platin · (12 Wo.)CH | Erstveröffentlichung: 27. Oktober 2008                                |
| 2011                        | Jamais seul Warner Music (WMG)                              | FR1 ×3Dreifachplatin · (32 Wo.)FR | BEW1 Gold · (26 Wo.)BEW | CH3 Gold · (8 Wo.)CH | Erstveröffentlichung: 28. März 2011                                   |
| 2012                        | L’attente Warner Music (WMG)                                | FR1 Diamant · (46 Wo.)FR | BEW1 Gold · (42 Wo.)BEW | CH4 Gold · (16 Wo.)CH | Erstveröffentlichung: 12. November 2012                               |
| 2014                        | Rester vivant Warner Music (WMG)                            | FR1 Diamant · (51 Wo.)FR | BEW1 Gold · (52 Wo.)BEW | CH5 Gold · (15 Wo.)CH | Erstveröffentlichung: 17. November 2014                               |
| 2015                        | De l’amour Warner Music (WMG)                               | FR1 ×3Dreifachplatin · (39 Wo.)FR | BEW1 Gold · (52 Wo.)BEW | CH4 Gold · (14 Wo.)CH | Erstveröffentlichung: 13. November 2015                               |
| Posthume Veröffentlichungen |                                                             | | | |                                                                       |
|                             |                                                             | | | |                                                                       |
| 2018                        | Mon pays c’est l’amour Warner Music (WMG)                   | FR1 ×3Dreifachdiamant · (75 Wo.)FR | BEW1 Platin · (73 Wo.)BEW | CH1 (19 Wo.)CH | Erstveröffentlichung: 19. Oktober 2018                                |
| 2019                        | Johnny Label Panthéon (UMG)                                 | FR1 Diamant · (97 Wo.)FR | BEW1 Gold · (52 Wo.)BEW | CH2 (12 Wo.)CH | Erstveröffentlichung: 25. Oktober 2019                                |
| 2021                        | Johnny acte II – L’histoire continue … Label Panthéon (UMG) | FR1 Platin · (48 Wo.)FR | BEW1 (22 Wo.)BEW | CH12 (5 Wo.)CH | Erstveröffentlichung: 1. Mai 2021                                     |

grau schraffiert: keine Chartdaten aus diesem Jahr verfügbar

### Livealben
| Jahr | Titel                                                                         | Höchstplatzierung, Gesamtwochen, AuszeichnungChartplatzierungen (Jahr, Titel, Platzierungen, Wochen, Auszeichnungen, Anmerkungen) | Höchstplatzierung, Gesamtwochen, AuszeichnungChartplatzierungen (Jahr, Titel, Platzierungen, Wochen, Auszeichnungen, Anmerkungen) | Höchstplatzierung, Gesamtwochen, AuszeichnungChartplatzierungen (Jahr, Titel, Platzierungen, Wochen, Auszeichnungen, Anmerkungen) | Anmerkungen                                                                |
| Jahr | Titel                                                                         | FR | BEW | CH | Anmerkungen                                                                |
| ---- | ----------------------------------------------------------------------------- | --- | --- | --- | -------------------------------------------------------------------------- |
| 1964 | Olympia 64                                                                    | FR56 (4 Wo.)FR | — | — | Charteinstieg FR: 2003                                                     |
| 1967 | Olympia 67                                                                    | FR68 (1 Wo.)FR | BEW118 (2 Wo.)BEW | — | Charteinstieg FR: 2003; in BEW erst 2019                                   |
| 1967 | Palais des sports 67                                                          | FR103 (2 Wo.)FR | — | — | Charteinstieg FR: 2003                                                     |
| 1969 | Palais des sports 69                                                          | FR107 (1 Wo.)FR | — | — | Charteinstieg FR: 2003                                                     |
| 1971 | Palais des sports 71                                                          | FR125 (1 Wo.)FR | BEW180 (1 Wo.)BEW | — | Charteinstieg FR: 2003, BEW: 2024                                          |
| 1988 | Johnny à Bercy                                                                | FR171 d Platin · (2 Wo.)FR | — | — | Erstveröffentlichung: 22. Februar 1988                                     |
| 1991 | Dans la chaleur de Bercy                                                      | FR171 d (2 Wo.)FR | — | — | Erstveröffentlichung: 21. Januar 1991                                      |
| 1993 | Parc des Princes 93                                                           | FR28 Platin · (5 Wo.)FR | BEW26 (3 Wo.)BEW | CH97 (1 Wo.)CH | Erstveröffentlichung: 2. Juli 1993                                         |
| 1996 | Lorada Tour                                                                   | FR1 Platin · (13 Wo.)FR | BEW3 (20 Wo.)BEW | — |                                                                            |
| 1998 | Allume le feu – Stade de France 98                                            | FR2 (26 Wo.)FR | BEW9 Gold · (41 Wo.)BEW | — | Erstveröffentlichung: 24. November 1998                                    |
| 2000 | 100% Johnny – Concert à la Tour Eiffel                                        | FR1 Platin · (31 Wo.)FR | BEW1 (23 Wo.)BEW | CH12 Gold · (12 Wo.)CH | Erstveröffentlichung: 30. Juni 2000                                        |
| 2000 | Olympia 2000                                                                  | FR8 Gold · (20 Wo.)FR | BEW39 (3 Wo.)BEW | CH82 (1 Wo.)CH |                                                                            |
| 2003 | Parc des Princes 03                                                           | FR1 ×2Doppelgold · (38 Wo.)FR | BEW5 (16 Wo.)BEW | CH40 (8 Wo.)CH | Erstveröffentlichung: 4. November 2003                                     |
| 2006 | Flashback Tour                                                                | FR1 Platin · (46 Wo.)FR | BEW1 Gold · (29 Wo.)BEW | CH9 Gold · (14 Wo.)CH | Erstveröffentlichung: 4. September 2006                                    |
| 2007 | La Cigale                                                                     | FR1 (15 Wo.)FR | BEW9 (16 Wo.)BEW | CH29 (5 Wo.)CH | Erstveröffentlichung: 8. Juni 2007                                         |
| 2008 | Live At Montreux 1988                                                         | FR18 (17 Wo.)FR | BEW34 (7 Wo.)BEW | — | Erstveröffentlichung: 6. Juni 2008                                         |
| 2009 | Tour 66 – Stade de France 2009                                                | FR1 ×3Dreifachplatin · (52 Wo.)FR                                                                                                 | BEW1 (32 Wo.)BEW | CH25 Gold · (13 Wo.)CH | Erstveröffentlichung: 16. November 2009                                    |
| 2012 | Intégrale Warner Live                                                         | — | BEW129 (7 Wo.)BEW | — | Erstveröffentlichung: 3. Dezember 2012                                     |
| 2013 | On Stage                                                                      | FR3 Platin · (25 Wo.)FR | BEW2 (42 Wo.)BEW | CH25 (5 Wo.)CH | Erstveröffentlichung: 31. Mai 2013                                         |
| 2013 | Parc des Princes 93 – 20e anniversaire                                        | — | BEW36 (16 Wo.)BEW | — | Erstveröffentlichung: 17. Juni 2013                                        |
| 2013 | Born Rocker Tour                                                              | FR3 Gold · (16 Wo.)FR | BEW94 (3 Wo.)BEW | — | Erstveröffentlichung: 6. Dezember 2013                                     |
| 2014 | Born Rocker Tour – Concert au Théâtre de Paris                                | — | BEW42 (12 Wo.)BEW | — | Erstveröffentlichung: 13. April 2014                                       |
| 2016 | Rester vivant tour                                                            | FR3 Platin · (28 Wo.)FR | BEW3 (70 Wo.)BEW | CH16 (11 Wo.)CH | Erstveröffentlichung: 21. Oktober 2016                                     |
| 2018 | Parc des Princes 93 – 25e anniversaire                                        | — | BEW12 (20 Wo.)BEW | — | Erstveröffentlichung: 15. Juni 2018                                        |
| 2018 | Stade de France 98: Allume le feu – Édition 20e anniversaire                  | FR99 (30 Wo.)FR | BEW17 (15 Wo.)BEW | CH67 (1 Wo.)CH | Erstveröffentlichung: 23. November 2018                                    |
| 2019 | Les vieilles canailles – L’album live                                         | FR1 ×2Doppelplatin · (70 Wo.)FR                                                                                                   | BEW1 (47 Wo.)BEW | CH4 (10 Wo.)CH | Erstveröffentlichung: 8. November 2019 mit Jacques Dutronc & Eddy Mitchell |
| 2020 | Port Barcarès                                                                 | FR50 (1 Wo.)FR | — | — | Erstveröffentlichung: 29. Mai 2020                                         |
| 2020 | Happy Birthday Live                                                           | FR1 (6 Wo.)FR | BEW4 (14 Wo.)BEW | CH54 (2 Wo.)CH | Erstveröffentlichung: 12. Juni 2020                                        |
| 2020 | Son rêve américain                                                            | FR1 Platin · (21 Wo.)FR | BEW1 (24 Wo.)BEW | CH5 (10 Wo.)CH | Erstveröffentlichung: 23. Oktober 2020                                     |
| 2020 | Son rêve américain – La bande originale du film «À nos promesses»             | — | BEW45 (1 Wo.)BEW | — | Erstveröffentlichung: 23. Oktober 2020 nur auf Vinyl veröffentlicht        |
| 2020 | Son rêve américain – Live au Beacon Theatre de New York 2014                  | — | BEW27 (4 Wo.)BEW | — | Erstveröffentlichung: 23. Oktober 2020 nur auf Vinyl veröffentlicht        |
| 2020 | Bercy 2003                                                                    | FR3 Gold · (25 Wo.)FR | BEW3 (23 Wo.)BEW | CH60 (3 Wo.)CH | Erstveröffentlichung: 11. Dezember 2020                                    |
| 2021 | À l’Olympia Bruno Coquatrix – Musicorama Europe 1 – 20 juin 1973              | FR142 (1 Wo.)FR | BEW186 (1 Wo.)BEW | — | Erstveröffentlichung: 26. März 2021                                        |
| 2021 | À l’Olympia Bruno Coquatrix – Musicorama Europe 1 – 18 octobre 1966           | FR182 (1 Wo.)FR | BEW188 (1 Wo.)BEW | — | Erstveröffentlichung: 26. März 2021                                        |
| 2021 | Mon nom est Johnny                                                            | FR7 (11 Wo.)FR | BEW5 (11 Wo.)BEW | CH38 (3 Wo.)CH | Erstveröffentlichung: 10. Dezember 2021                                    |
| 2022 | Johnny Hallyday 70. – Live, Cambrai 4 Sept. 1970                              | FR85 (1 Wo.)FR | BEW97 (1 Wo.)BEW | — | Erstveröffentlichung: 28. Januar 2022                                      |
| 2022 | Johnny Hallyday Live au Danforth Music Hall de Toronto                        | FR161 (1 Wo.)FR | BEW91 (1 Wo.)BEW | — | Erstveröffentlichung: 4. November 2022                                     |
| 2022 | Live au Lincoln Theatre de Washington DC (North America Live Tour Collection) | FR104 (2 Wo.)FR | BEW181 (1 Wo.)BEW | — | Erstveröffentlichung: 11. November 2022                                    |
| 2022 | Johnny Hallyday Live au Regency Ballroom de San Francisco                     | FR141 (1 Wo.)FR | BEW163 (1 Wo.)BEW | — | Erstveröffentlichung: 18. November 2022                                    |
| 2022 | Live au House of Blues De Houston                                             | FR152 (2 Wo.)FR | BEW171 (1 Wo.)BEW | — | Erstveröffentlichung: 25. November 2022                                    |
| 2022 | Live au Fillmore Miami Beach                                                  | FR165 (1 Wo.)FR | — | — | Erstveröffentlichung: 2. Dezember 2022                                     |
| 2022 | Live au House of Blues de New Orleans                                         | FR176 (1 Wo.)FR | — | — | Erstveröffentlichung: 9. Dezember 2022                                     |
| 2023 | Made in Rock’n’Roll                                                           | FR1 Gold · (16 Wo.)FR | BEW1 (12 Wo.)BEW | CH32 (4 Wo.)CH | Erstveröffentlichung: 17. November 2023                                    |
| 2023 | Symphonique                                                                   | FR6 Gold · (… Wo.)FR | BEW8 (9 Wo.)BEW | CH40 (1 Wo.)CH | Erstveröffentlichung: 1. Dezember 2023                                     |
| 2024 | Le concert événement à la Tour Eiffel, 2011                                   | FR19 (5 Wo.)FR | BEW16 (3 Wo.)BEW | — | Erstveröffentlichung: 6. Dezember 2024                                     |
| 2024 | Live à Saint-Raphaël / 28 juillet 1968                                        | FR174 (1 Wo.)FR | BEW65 (1 Wo.)BEW | — | Erstveröffentlichung: 13. Dezember 2024                                    |
| 2025 | Zénith de Toulouse 2-3 Juin 2000                                              | FR13 (… Wo.)FR | BEW10 (… Wo.)BEW | — | Erstveröffentlichung: 23. Mai 2025                                         |

grau schraffiert: keine Chartdaten aus diesem Jahr verfügbar
Weitere Livealben
- 1961: Johnny et ses fans au festival de Rock ’n’ Roll
- 1962: Olympia 62
- 1976: Palais des sports 76 (FR: Platin)
- 1979: Pavillon de Paris 79 (FR: Platin)
- 1981: Live à Pantin (FR: Gold)
- 1982: Palais des sports 82 (FR: Gold)
- 1985: Johnny Hallyday au Zénith (FR: Gold)
- 1990: Dans la chaleur de Bercy
- 1992: Bercy 92 (FR: ×2Doppelgold )
- 2003: La Cigale 1994
- 2003: Destination Vegas intégrale (teils Studio/teils Live)

### Kompilationen
| Jahr | Titel                                                               | Höchstplatzierung, Gesamtwochen, AuszeichnungChartplatzierungen (Jahr, Titel, Platzierungen, Wochen, Auszeichnungen, Anmerkungen) | Höchstplatzierung, Gesamtwochen, AuszeichnungChartplatzierungen (Jahr, Titel, Platzierungen, Wochen, Auszeichnungen, Anmerkungen) | Höchstplatzierung, Gesamtwochen, AuszeichnungChartplatzierungen (Jahr, Titel, Platzierungen, Wochen, Auszeichnungen, Anmerkungen) | Anmerkungen |
| Jahr | Titel                                                               | FR | BEW | CH | Anmerkungen |
| ---- | ------------------------------------------------------------------- | --- | --- | --- | --- |
| 1963 | Los brazos en cruz                                                  | FR84 e (1 Wo.)FR | — | — | |
| 1963 | El idolo de la juventud                                             | FR86 e (1 Wo.)FR | — | — | |
| 1963 | La bagarre                                                          | FR62 c (2 Wo.)FR | — | — | |
| 1964 | Johnny, reviens! Les rocks les plus terribles                       | FR31 c (1 Wo.)FR | — | — | Erstveröffentlichung: 10. Juli 1964                                                                              |
| 1965 | Un saludo                                                           | FR68 e (1 Wo.)FR | — | — | |
| 1966 | Negro es negro                                                      | FR57 e (1 Wo.)FR | — | — | |
| 1972 | Este es... Johnny Hallyday                                          | FR110 e (1 Wo.)FR | — | — | |
| 1996 | Salut les copains – Vol. 1 / 1960–1965                              | FR182 (1 Wo.)FR | — | — | Charteinstieg FR: 2014                                                                                           |
| 1996 | Salut les copains – Vol. 2 / 1966–1969                              | FR197 (1 Wo.)FR | — | — | Charteinstieg FR: 2014                                                                                           |
| 1997 | Anthologie Vol. 1                                                   | — | BEW19 (12 Wo.)BEW | — | Erstveröffentlichung: 30. Mai 1997                                                                               |
| 1997 | Anthologie Vol. 2                                                   | — | BEW14 (5 Wo.)BEW | — | Erstveröffentlichung: 15. August 1997                                                                            |
| 1997 | Anthologie Vol. 3                                                   | — | BEW12 (13 Wo.)BEW | — | Erstveröffentlichung: 13. Oktober 1997                                                                           |
| 1999 | Ballades                                                            | FR— PlatinFR | BEW1 Gold · (33 Wo.)BEW | — | |
| 2003 | Les 100 plus belles chansons                                        | FR— PlatinFR | BEW13 (11 Wo.)BEW | CH60 (10 Wo.)CH | Erstveröffentlichung: 23. Mai 2003                                                                               |
| 2006 | Le meilleur des années Vogue                                        | FR80 d (5 Wo.)FR | — | — | Erstveröffentlichung: 24. April 2006                                                                             |
| 2006 | Les 100 plus belles chansons                                        | FR58 Gold · (9 Wo.)FR | BEW4 (62 Wo.)BEW | CH12 (13 Wo.)CH | Erstveröffentlichung: 7. August 2006 Charteinstieg FR: 2014 nicht identisch mit dem gleichnamigen Album von 2003 |
| 2007 | Les années Vogue                                                    | — | BEW124 d (1 Wo.)BEW | — | Erstveröffentlichung: 2. November 2007                                                                           |
| 2007 | Les 50 plus belles ballades                                         | — | BEW54 (3 Wo.)BEW | — | Erstveröffentlichung: 5. November 2007                                                                           |
| 2007 | Les 50 plus grands rocks                                            | — | BEW160 (2 Wo.)BEW | — | Erstveröffentlichung: 5. November 2007 Charteinstieg BEW: 2014                                                   |
| 2008 | Triple Best of                                                      | FR30 d (1 Wo.)FR | BEW7 (40 Wo.)BEW | CH21 (4 Wo.)CH | Erstveröffentlichung: 11. August 2008                                                                            |
| 2008 | Black es noir                                                       | FR97 (1 Wo.)FR | — | — | Erstveröffentlichung: 12. September 2008 Vinyl-Wiederveröffentlichung                                            |
| 2009 | Faces à faces                                                       | — | BEW45 (6 Wo.)BEW | — | Erstveröffentlichung: 11. September 2009                                                                         |
| 2009 | Les n°1 de Johnny Hallyday                                          | FR84 d (2 Wo.)FR | BEW13 (20 Wo.)BEW | — | Erstveröffentlichung: 25. Mai 2009                                                                               |
| 2010 | L’essentiel des albums studio Vol. I 1961–1979                      | — | — | CH98 (1 Wo.)CH | Erstveröffentlichung: 2. November 2010                                                                           |
| 2010 | L’essentiel des albums studio Vol. II 1981–2005                     | FR104 (1 Wo.)FR | — | CH84 (2 Wo.)CH | Erstveröffentlichung: 2. November 2010                                                                           |
| 2011 | 50 ans/50 standards                                                 | FR26 (10 Wo.)FR | BEW29 (76 Wo.)BEW | — | Erstveröffentlichung: 31. Oktober 2011                                                                           |
| 2012 | History                                                             | FR69 (1 Wo.)FR | BEW74 (2 Wo.)BEW | — | Erstveröffentlichung: 22. Oktober 2012                                                                           |
| 2012 | Retiens la nuit – 50 titres classiques d’un superstar rock ’n’ roll | — | BEW173 b (1 Wo.)BEW | — | |
| 2012 | Johnny History – Rhythm’n’Blues                                     | FR151 (2 Wo.)FR | — | — | Charteinstieg: 2014                                                                                              |
| 2013 | Best of 70e anniversaire                                            | FR8 (19 Wo.)FR | BEW8 (24 Wo.)BEW | — | Erstveröffentlichung: 10. Juni 2013                                                                              |
| 2014 | Double Best of                                                      | FR178 (1 Wo.)FR | — | — | Erstveröffentlichung: 25. August 2014                                                                            |
| 2014 | Best of des légendes yéyés                                          | — | BEW67 (7 Wo.)BEW | — | Erstveröffentlichung: 3. Oktober 2014 mit Eddy Mitchell, Sylvie Vartan, Richard Anthony & Dick Rivers            |
| 2014 | Les vieilles canailles                                              | FR9 ×2Doppelplatin · (19 Wo.)FR                                                                                                   | BEW20 (53 Wo.)BEW | CH47 (3 Wo.)CH | Erstveröffentlichung: 3. November 2014 mit Jacques Dutronc & Eddy Mitchell                                       |
| 2015 | Best of                                                             | FR49 d Platin · (5 Wo.)FR | BEW61 (13 Wo.)BEW | — | Erstveröffentlichung: 25. Mai 2015                                                                               |
| 2015 | Les 50 plus belles chansons                                         | FR46 d ×3Dreifachplatin · (5 Wo.)FR                                                                                               | BEW1 d Platin · (69 Wo.)BEW | CH13 (10 Wo.)CH | Erstveröffentlichung: 9. Oktober 2015                                                                            |
| 2015 | Classics’n’Covers Part. 1                                           | FR189 (1 Wo.)FR | — | — | Erstveröffentlichung: 2. Februar 2015                                                                            |
| 2015 | Country – Part 1                                                    | FR114 (1 Wo.)FR | — | — | Erstveröffentlichung: 11. August 2015                                                                            |
| 2015 | La collection                                                       | FR176 (1 Wo.)FR | — | — | |
| 2015 | Johnny chante en italien & espagnol                                 | FR133 (2 Wo.)FR | BEW124 (2 Wo.)BEW | — | |
| 2016 | Best of 70                                                          | FR108 (7 Wo.)FR | — | — | |
| 2016 | Recentissime!                                                       | FR89 (1 Wo.)FR | — | — | Erstveröffentlichung: 24. Juni 2016                                                                              |
| 2016 | Teenage Idol                                                        | FR129 (1 Wo.)FR | — | — | Erstveröffentlichung: September 2016                                                                             |
| 2016 | Ma vie à t’aimer                                                    | FR66 (1 Wo.)FR | — | — | |
| 2016 | Souvenirs, souvenirs...                                             | FR107 (1 Wo.)FR | — | — | |
| 2016 | Rock con Johnny Hallyday                                            | FR111 (1 Wo.)FR | — | — | Erstveröffentlichung: 9. September 2016                                                                          |
| 2016 | Rock Dreams With Johnny Hallyday                                    | FR112 (1 Wo.)FR | — | — | Erstveröffentlichung: 9. September 2016                                                                          |
| 2016 | The Best of                                                         | FR102 (1 Wo.)FR | — | — | Erstveröffentlichung: 18. November 2016                                                                          |
| 2016 | Official Mercury Records – 1985–2005                                | FR162 (1 Wo.)FR | — | — | Erstveröffentlichung: 9. Dezember 2016                                                                           |
| 2017 | Johnny On Stage                                                     | FR178 (1 Wo.)FR | — | — | Erstveröffentlichung: 13. Januar 2017                                                                            |
| 2017 | L’aventure c’est l’aventure                                         | FR172 (1 Wo.)FR | — | — | Erstveröffentlichung: 13. Januar 2017 limitiert auf 2000 Exemplare                                               |
| 2017 | Best of 60’s                                                        | FR165 (1 Wo.)FR | — | — | Erstveröffentlichung: 10. März 2017                                                                              |
| 2017 | Best of 70’s                                                        | FR192 (1 Wo.)FR | — | — | Erstveröffentlichung: 10. März 2017                                                                              |
| 2017 | Official Mercury Records – 1976–1984                                | FR109 (1 Wo.)FR | — | — | Erstveröffentlichung: 9. Juni 2017                                                                               |
| 2017 | Official Mercury Records – 1961–1975                                | FR92 (1 Wo.)FR | — | — | Erstveröffentlichung: 1. Dezember 2017                                                                           |
| 2017 | Spirit                                                              | FR176 (1 Wo.)FR | — | — | |
| 2018 | Johnny à tout casser                                                | FR115 (2 Wo.)FR | — | — | |
| 2018 | When We Were Kings                                                  | — | BEW117 (2 Wo.)BEW | — | Erstveröffentlichung: 15. Juni 2018 mit Elvis Presley                                                            |
| 2018 | L’album de sa vie – 100 titres                                      | FR3 ×2Doppelplatin · (74 Wo.)FR                                                                                                   | BEW8 (42 Wo.)BEW | CH37 (1 Wo.)CH | Erstveröffentlichung: 28. September 2018                                                                         |
| 2018 | L’album de sa vie – 50 titres                                       | FR111 (1 Wo.)FR | — | CH44 (1 Wo.)CH | Erstveröffentlichung: 29. September 2018 Charteinstieg FR: 2021                                                  |
| 2018 | Singles 83–05                                                       | — | BEW182 (1 Wo.)BEW | — | Erstveröffentlichung: 2. November 2018                                                                           |
| 2018 | Origines                                                            | FR99 (2 Wo.)FR | BEW178 (1 Wo.)BEW | — | Erstveröffentlichung: 2. November 2018                                                                           |
| 2018 | Le concert de sa vie                                                | FR35 (51 Wo.)FR | BEW38 (11 Wo.)BEW | CH71 (2 Wo.)CH | Erstveröffentlichung: 14. Dezember 2018                                                                          |
| 2019 | Les années Warner – Best of Live                                    | — | BEW51 (15 Wo.)BEW | — | Erstveröffentlichung: 14. Juni 2019                                                                              |
| 2019 | Olympia Story                                                       | FR123 (1 Wo.)FR | BEW192 (1 Wo.)BEW | — | Erstveröffentlichung: 2. Dezember 2019                                                                           |
| 2019 | Un soir à l’Olympia                                                 | FR33 (54 Wo.)FR | BEW44 (7 Wo.)BEW | — | Erstveröffentlichung: 6. Dezember 2019 Sammlung von Liveaufnahmen                                                |
| 2020 | Vinylart                                                            | FR119 (1 Wo.)FR | — | — | Erstveröffentlichung: 20. März 2020 nur auf Vinyl als Teil der Reihe Vinylart veröffentlicht                     |
| 2020 | Johnny 69                                                           | FR7 (3 Wo.)FR | — | — | Erstveröffentlichung: 29. Mai 2020                                                                               |
| 2020 | Collection Jean-Marie Périer & Johnny Hallyday                      | FR176 (1 Wo.)FR | — | — | Erstveröffentlichung: 23. Oktober 2020                                                                           |
| 2021 | Les raretés Warner                                                  | FR16 (14 Wo.)FR | BEW9 (6 Wo.)BEW | CH61 (2 Wo.)CH | Erstveröffentlichung: 19. November 2021                                                                          |
| 2022 | Johnny Hallyday 70.                                                 | FR11 (3 Wo.)FR | BEW7 (3 Wo.)BEW | — | Erstveröffentlichung: 28. Januar 2022                                                                            |
| 2022 | Le Spécialiste                                                      | FR72 (1 Wo.)FR | BEW37 (1 Wo.)BEW | — | Erstveröffentlichung: 11. März 2022                                                                              |
| 2023 | Duos                                                                | FR10 (8 Wo.)FR | BEW6 (9 Wo.)BEW | — | Erstveröffentlichung: 3. November 2023 3CD-Set, enthält ausschließlich Duette                                    |
| 2024 | Johnny 71                                                           | FR9 (2 Wo.)FR | BEW9 (2 Wo.)BEW | — | Erstveröffentlichung: 23. Februar 2024                                                                           |
| 2024 | On the Road with Johnny                                             | FR151 (1 Wo.)FR | — | — | limitiert auf 1000 Exemplare                                                                                     |
| 2024 | Rock N’ Johnny                                                      | — | BEW182 (1 Wo.)BEW | — | |
| 2025 | Hello U.S.A.                                                        | — | BEW183 (… Wo.)BEW | — | Erstveröffentlichung: 28. März 2025                                                                              |

grau schraffiert: keine Chartdaten aus diesem Jahr verfügbar
Weitere Kompilationen
- 1962: Les plus grands succès de Johnny Hallyday
- 1973: Super Hits (Le Pénitencier) (FR: Gold)
- 1974: "Les Coups" & "Mal" (FR: Gold)
- 1974: Hallyday Story Vol. 1 (Story 1961-1966) (FR: Gold)
- 1974: Hallyday Story Vol. 2 (Story 1967–1973) (FR: Gold)
- 1976: Volume 3 (FR: Platin)
- 1976: Olympia 1962 & 1964 (FR: Gold)
- 1976: 24 Super Succès (FR: Gold)
- 1978: Vol. 7 – Cheveux Longs, Idées Courtes (FR: Gold)
- 1978: Vol. 8 – Memphis USA (FR: Gold)
- 1980: Vol. 9 – Gabrielle (FR: Gold)
- 1987: Master Série – Vol. 1 (Aimer Vivre) (FR: Platin) / 1998: Johnny Hallyday Vol. 1 (Wiederveröffentlichung, FR: ×2Doppelgold )
- 1990: Master Série – Vol. 2 (Retiens La Nuit) (FR: ×2Doppelgold ) / 1999: Johnny Hallyday Vol. 2 (Wiederveröffentlichung, FR: Gold)
- 1990: Nashville session 62
- 1995: Paroles D’Hommes (FR: Platin)
- 2003: Succès Garantis
- 2010: Le roi de France 1966–1969
- 2014: The Essential
- 2017: Best Hits
- 2018: Singles 64–67
- 2018: Singles 69–81

### Soundtracks
| Jahr | Titel                 | Höchstplatzierung, Gesamtwochen, AuszeichnungChartplatzierungen (Jahr, Titel, Platzierungen, Wochen, Auszeichnungen, Anmerkungen) | Höchstplatzierung, Gesamtwochen, AuszeichnungChartplatzierungen (Jahr, Titel, Platzierungen, Wochen, Auszeichnungen, Anmerkungen) | Höchstplatzierung, Gesamtwochen, AuszeichnungChartplatzierungen (Jahr, Titel, Platzierungen, Wochen, Auszeichnungen, Anmerkungen) | Anmerkungen |
| Jahr | Titel                 | FR | BEW | CH | Anmerkungen |
| ---- | --------------------- | --- | --- | --- | ----------- |
| 1963 | D’où viens-tu Johnny? | FR43 a (4 Wo.)FR | BEW137 b (1 Wo.)BEW | — |             |
| 2006 | Jean-Philippe         | FR36 (7 Wo.)FR | BEW78 (2 Wo.)BEW | — |             |

grau schraffiert: keine Chartdaten aus diesem Jahr verfügbar
Weitere Soundtracks
- 2000: Soundtrack: Love Me

### EPs
| Jahr | Titel                 | Höchstplatzierung, Gesamtwochen, AuszeichnungChartplatzierungen (Jahr, Titel, Platzierungen, Wochen, Auszeichnungen, Anmerkungen) | Höchstplatzierung, Gesamtwochen, AuszeichnungChartplatzierungen (Jahr, Titel, Platzierungen, Wochen, Auszeichnungen, Anmerkungen) | Höchstplatzierung, Gesamtwochen, AuszeichnungChartplatzierungen (Jahr, Titel, Platzierungen, Wochen, Auszeichnungen, Anmerkungen) | Anmerkungen                                                  |
| Jahr | Titel                 | FR | BEW | CH | Anmerkungen                                                  |
| ---- | --------------------- | --- | --- | --- | ------------------------------------------------------------ |
| 1967 | Hey Joe               | FR48 b (1 Wo.)FR | — | — | Erstveröffentlichung: 15. März 1967                          |
| 1969 | Que je t’aime Philips | FR27 c Gold · (6 Wo.)FR | BEW37 (2 Wo.)BEW | — | Erstveröffentlichung: 4. August 1969 Charteinstieg BEW: 2019 |

grau schraffiert: keine Chartdaten aus diesem Jahr verfügbar
Weitere EPs
- 2020: Deux sortes d’hommes

## Singles

### Als Leadmusiker
| Jahr | Titel Album                                                     | Höchstplatzierung, Gesamtwochen, AuszeichnungChartplatzierungen (Jahr, Titel, Album, Platzierungen, Wochen, Auszeichnungen, Anmerkungen) | Höchstplatzierung, Gesamtwochen, AuszeichnungChartplatzierungen (Jahr, Titel, Album, Platzierungen, Wochen, Auszeichnungen, Anmerkungen) | Höchstplatzierung, Gesamtwochen, AuszeichnungChartplatzierungen (Jahr, Titel, Album, Platzierungen, Wochen, Auszeichnungen, Anmerkungen) | Höchstplatzierung, Gesamtwochen, AuszeichnungChartplatzierungen (Jahr, Titel, Album, Platzierungen, Wochen, Auszeichnungen, Anmerkungen) | Anmerkungen                                                             |
| Jahr | Titel Album                                                     | FR | BEW | DE | CH | Anmerkungen                                                             |
| --- | --------------------------------------------------------------- | --- | --- | --- | --- | ----------------------------------------------------------------------- |
| 1960 | Laisse les filles –                                             | FR39 (2 Wo.)FR | — | — | — | Charteinstieg FR: 1992                                                  |
| 1961 | Douce violence Viens danser le twist                            | FR41 c (3 Wo.)FR | — | — | — |                                                                         |
| 1961 | Viens danser le twist                                           | FR40 c (3 Wo.)FR | — | — | — |                                                                         |
| 1961 | Que je t’aime –                                                 | FR27 c (6 Wo.)FR | — | — | CH35 d (2 Wo.)CH |                                                                         |
| 1961 | Retiens la nuit                                                 | FR102 d (1 Wo.)FR | — | — | — |                                                                         |
| 1962 | Serre la main d’un fou Madison Twist                            | FR45 c (2 Wo.)FR | — | — | — | Erstveröffentlichung: Mai 1962                                          |
| 1962 | L’idole des jeunes                                              | FR170 d (1 Wo.)FR | — | — | — |                                                                         |
| 1963 | Da dou ron ron                                                  | FR23 c (5 Wo.)FR | — | DE29 (8 Wo.)DE | CH54 d (2 Wo.)CH | Erstveröffentlichung: 29. Juni 1963                                     |
| 1963 | Excuse-moi partenaire Les guitares jouent                       | FR46 c (2 Wo.)FR | — | — | — |                                                                         |
| 1964 | Les mauvais garçons Le pénitencier                              | FR35 c (2 Wo.)FR | — | — | — |                                                                         |
| 1964 | Le pénitencier                                                  | FR36 d (3 Wo.)FR | — | — | CH90 d (1 Wo.)CH |                                                                         |
| 1964 | Ô Carole Les rocks les plus terribles                           | FR38 c (2 Wo.)FR | — | — | — |                                                                         |
| 1965 | Quand revient la nuit Hallelujah                                | FR29 c (4 Wo.)FR | — | — | — |                                                                         |
| 1966 | Noir c’est noir –                                               | FR47 c (3 Wo.)FR | — | — | — |                                                                         |
| 1976 | Requiem pour un fou Derrière l’amour                            | FR23 d Gold · (3 Wo.)FR | — | — | CH54 d (2 Wo.)CH |                                                                         |
| 1976 | Derrière l’amour                                                | FR129 Gold · (2 Wo.)FR | — | — | CH54 (2 Wo.)CH | Erstveröffentlichung: 11. Juni 1976 Charteinstieg FR: 2014              |
| 1976 | Gabrielle Derrière l’amour                                      | FR59 c Gold · (2 Wo.)FR | — | — | — | Erstveröffentlichung: 3. September 1976                                 |
| 1977 | J’ai oublié de vivre C’est la vie                               | FR99 d Gold · (1 Wo.)FR | — | — | — |                                                                         |
| 1979 | Ma gueule –                                                     | FR92 d (1 Wo.)FR | — | — | — | Erstveröffentlichung: 18. Dezember 1979                                 |
| 1984 | Rien à personne –                                               | FR19 (8 Wo.)FR | — | — | — |                                                                         |
| 1985 | Le chanteur abandonné Rock’n’Roll Attitude                      | FR13 (21 Wo.)FR | — | — | — |                                                                         |
| 1985 | Quelque chose de Tennessee Rock’n’Roll Attitude                 | FR10 Silber · (22 Wo.)FR | — | — | CH25 d (2 Wo.)CH |                                                                         |
| 1986 | Aimer vivre Rock’n’Roll Attitude                                | FR28 (7 Wo.)FR | — | — | — | Erstveröffentlichung: Februar 1986                                      |
| 1986 | Je t’attends Gang                                               | FR23 (10 Wo.)FR | — | — | — |                                                                         |
| 1987 | J’oublierai ton nom Gang                                        | FR7 Silber · (16 Wo.)FR | — | — | — | mit Carmel                                                              |
| 1987 | Je te promets Gang                                              | FR1 g Diamant · (43 Wo.)FR | — | — | CH19 d (2 Wo.)CH |                                                                         |
| 1987 | Laura Gang                                                      | FR5 (21 Wo.)FR | — | — | CH62 d (1 Wo.)CH |                                                                         |
| 1988 | L’envie (en concert à Bercy) Johnny à Bercy                     | FR15 (13 Wo.)FR | — | — | — |                                                                         |
| 1988 | Que je t’aime (en concert à Bercy) Johnny à Bercy               | FR31 (13 Wo.)FR | — | — | — |                                                                         |
| 1989 | Mirador Cadillac                                                | FR3 Silber · (16 Wo.)FR | — | — | — | Erstveröffentlichung: 5. Juni 1989                                      |
| 1989 | Si j’étais moi Cadillac                                         | FR25 (15 Wo.)FR | — | — | — | Erstveröffentlichung: 5. Oktober 1989                                   |
| 1990 | Les vautours... Cadillac                                        | FR30 (9 Wo.)FR | — | — | — |                                                                         |
| 1990 | Himalaya Cadillac                                               | FR30 (6 Wo.)FR | — | — | — |                                                                         |
| 1990 | Cadillac                                                        | FR39 (7 Wo.)FR | — | — | — |                                                                         |
| 1991 | Je ne suis pas un héros (Bercy 90) Dans la chaleur de Bercy     | FR18 (11 Wo.)FR | — | — | — |                                                                         |
| 1991 | Diego, libre dans sa tête (Live) Dans la chaleur de Bercy       | FR10 Gold · (18 Wo.)FR | — | — | — |                                                                         |
| 1991 | Ça ne change pas un homme                                       | FR7 (11 Wo.)FR | — | — | — |                                                                         |
| 1992 | Dans un an ou un jour Ça ne change pas un homme                 | FR7 (13 Wo.)FR | — | — | — |                                                                         |
| 1992 | Et puis je sais Ça ne change pas un homme                       | FR16 (12 Wo.)FR | — | — | — |                                                                         |
| 1992 | True To You Ça ne change pas un homme                           | FR18 (10 Wo.)FR | — | — | — |                                                                         |
| 1993 | La guitare fait mal (Bercy-Tour 92) Bercy 92                    | FR33 (6 Wo.)FR | — | — | — |                                                                         |
| 1993 | Je veux te graver dans ma vie (Live) Bercy 92                   | FR16 (7 Wo.)FR | — | — | — |                                                                         |
| 1993 | Je serai là Parc des Princes 93                                 | FR8 (12 Wo.)FR | — | — | — |                                                                         |
| 1993 | Requiem pour un fou (Parc des Princes 1993) Parc des Princes 93 | FR28 (5 Wo.)FR | — | — | — |                                                                         |
| 1994 | I Wanna Make Love To You Rough Town                             | FR18 (6 Wo.)FR | — | — | — | Erstveröffentlichung: 19. September 1994                                |
| 1995 | Love Affair Rough Town                                          | FR35 (2 Wo.)FR | — | — | — | feat. Kathy Mattea                                                      |
| 1995 | J’la croise tous les matins Lorada                              | FR7 (12 Wo.)FR | BEW21 (13 Wo.)BEW | — | — | Erstveröffentlichung: 2. Juni 1995                                      |
| 1995 | Ne m’oublie pas Lorada                                          | FR18 (9 Wo.)FR | BEW18 (9 Wo.)BEW | — | — | Erstveröffentlichung: 21. August 1995                                   |
| 1995 | Quand le masque tombe Lorada                                    | FR22 (11 Wo.)FR | — | — | — |                                                                         |
| 1996 | Rester libre Lorada                                             | FR28 (5 Wo.)FR | — | — | — |                                                                         |
| 1996 | L’hymne à l’amour Lorada Tour                                   | FR5 (15 Wo.)FR | BEW5 (16 Wo.)BEW | — | — |                                                                         |
| 1996 | Tes tendres années (Bercy 1995) Lorada Tour                     | FR14 (6 Wo.)FR | BEW32 (5 Wo.)BEW | — | — |                                                                         |
| 1996 | Fool For Love (Requiem pour un fou) –                           | FR12 (7 Wo.)FR | BEW12 (18 Wo.)BEW | — | — | Erstveröffentlichung: 20. September 1996 mit Michael Bolton             |
| 1996 | La ville des âmes en peine Destination Vegas                    | FR33 (2 Wo.)FR | — | — | — | Erstveröffentlichung: 6. Dezember 1996                                  |
| 1998 | Ce que je sais                                                  | FR9 (15 Wo.)FR | BEW16 (10 Wo.)BEW | — | — |                                                                         |
| 1998 | Debout Ce que je sais                                           | FR58 (10 Wo.)FR | — | — | — |                                                                         |
| 1998 | Allumer le feu Ce que je sais                                   | FR22 (26 Wo.)FR | — | — | CH69 d (1 Wo.)CH |                                                                         |
| 1998 | Seul Ce que je sais                                             | FR13 (20 Wo.)FR | — | — | — |                                                                         |
| 1999 | Requiem pour un fou Stade de France 98 Johnny allume le feu     | FR8 (16 Wo.)FR | BEW11 Gold · (17 Wo.)BEW | — | — | mit Lara Fabian                                                         |
| 1999 | Vivre pour le meilleur Sang pour sang                           | FR2 Gold · (27 Wo.)FR | BEW2 Gold · (18 Wo.)BEW | — | CH40 d (2 Wo.)CH | Erstveröffentlichung: 21. Mai 1999                                      |
| 1999 | Un jour viendra Sang pour sang                                  | FR6 Gold · (17 Wo.)FR | BEW5 Gold · (16 Wo.)BEW | — | — | Erstveröffentlichung: 23. August 1999                                   |
| 1999 | Sang pour sang                                                  | FR9 (22 Wo.)FR | BEW12 (11 Wo.)BEW | — | CH53 d (1 Wo.)CH | Erstveröffentlichung: 12. November 1999                                 |
| 2000 | Partie de cartes Sang pour sang                                 | FR13 (12 Wo.)FR | BEW34 (2 Wo.)BEW | — | — |                                                                         |
| 2000 | Pardon Sang pour sang                                           | FR9 (16 Wo.)FR | BEW28 Gold · (6 Wo.)BEW | — | — | Erstveröffentlichung: 2. Juni 2000                                      |
| 2000 | Quelques cris Sang pour sang                                    | FR11 (15 Wo.)FR | BEW35 (1 Wo.)BEW | — | — | Erstveröffentlichung: 2. Oktober 2000                                   |
| 2001 | Pauvres diables (vous les femmes) –                             | FR17 (16 Wo.)FR | BEW14 (11 Wo.)BEW | — | — |                                                                         |
| 2001 | On a tous besoin d’amour –                                      | FR4 Silber · (22 Wo.)FR | BEW3 Gold · (17 Wo.)BEW | — | — | mit Clémence                                                            |
| 2002 | Tous ensemble –                                                 | FR1 Platin · (13 Wo.)FR | BEW11 (8 Wo.)BEW | — | — | Erstveröffentlichung: 23. April 2002                                    |
| 2002 | Marie À la vie, à la mort                                       | FR1 Diamant · (32 Wo.)FR | BEW2 Platin · (19 Wo.)BEW | — | CH7 (25 Wo.)CH | Erstveröffentlichung: 25. November 2002                                 |
| 2003 | Ne reviens pas À la vie, à la mort                              | FR8 (20 Wo.)FR | BEW20 (15 Wo.)BEW | — | CH59 (11 Wo.)CH | Erstveröffentlichung: 24. Januar 2003                                   |
| 2003 | L’instinct À la vie, à la mort                                  | FR9 (17 Wo.)FR | BEW17 (6 Wo.)BEW | — | CH32 (9 Wo.)CH | Erstveröffentlichung: 2. Juni 2003                                      |
| 2003 | Je n’ai jamais pleuré À la vie, à la mort                       | FR4 (15 Wo.)FR | BEW4 (6 Wo.)BEW | — | CH38 (6 Wo.)CH | Erstveröffentlichung: 28. Oktober 2003                                  |
| 2005 | Tout au bout de nos peines –                                    | FR3 Gold · (21 Wo.)FR | BEW7 (15 Wo.)BEW | — | CH23 (11 Wo.)CH | Erstveröffentlichung: 7. Januar 2005 mit Isabelle Boulay                |
| 2005 | Ma religion dans son regard Ma vérité                           | FR2 (24 Wo.)FR | BEW2 (16 Wo.)BEW | — | CH16 (4 Wo.)CH | Erstveröffentlichung: 24. Oktober 2005                                  |
| 2005 | Mon plus beau Noël Ma vérité                                    | FR1 (16 Wo.)FR | BEW2 (10 Wo.)BEW | — | CH14 (7 Wo.)CH | Erstveröffentlichung: 5. Dezember 2005                                  |
| 2006 | Le temps passe Ma vérité                                        | FR4 (20 Wo.)FR | BEW9 (14 Wo.)BEW | — | CH54 (9 Wo.)CH | Erstveröffentlichung: 13. März 2006 mit Ministere Amer feat. Doc Gynéco |
| 2006 | La paix Ma vérité                                               | FR16 (20 Wo.)FR | — | — | CH85 (2 Wo.)CH | Erstveröffentlichung: 6. Juni 2006                                      |
| 2006 | La loi du silence Flashback Tour                                | FR1 (24 Wo.)FR | BEW5 (14 Wo.)BEW | — | CH44 (6 Wo.)CH | Erstveröffentlichung: 15. September 2006                                |
| 2006 | La quête Flashback Tour                                         | FR6 (25 Wo.)FR | BEW7 (15 Wo.)BEW | — | CH61 (5 Wo.)CH | Erstveröffentlichung: 24. November 2006                                 |
| 2007 | Always Le Cœur d’un homme                                       | FR2 (24 Wo.)FR | BEW8 (10 Wo.)BEW | — | CH56 (3 Wo.)CH | Erstveröffentlichung: 2. November 2007                                  |
| 2008 | Ça n’finira jamais                                              | FR1 (27 Wo.)FR | BEW12 (8 Wo.)BEW | — | — | Erstveröffentlichung: 14. November 2008                                 |
| 2009 | Et maintenant... (Tour 66) –                                    | FR3 (30 Wo.)FR | — | — | — | Erstveröffentlichung: 16. November 2009                                 |
| 2011 | La douceur de vivre Jamais seul                                 | FR64 (2 Wo.)FR | BEW30 (1 Wo.)BEW | — | — | Erstveröffentlichung: 28. Februar 2011                                  |
| 2011 | Autoportrait –                                                  | FR23 (2 Wo.)FR | — | — | — | Erstveröffentlichung: 19. Dezember 2011                                 |
| 2012 | L’attente                                                       | FR26 (15 Wo.)FR | BEW13 (5 Wo.)BEW | — | — | Erstveröffentlichung: 8. Oktober 2012                                   |
| 2013 | 20 ans L’attente                                                | FR38 (5 Wo.)FR | — | — | — | Erstveröffentlichung: 14. Januar 2013                                   |
| 2013 | Un jour l’amour te trouvera Born Rocker Tour                    | FR90 (1 Wo.)FR | — | — | — | Erstveröffentlichung: 1. November 2013                                  |
| 2014 | Regarde-nous Rester vivant                                      | FR14 (4 Wo.)FR | BEW41 (1 Wo.)BEW | — | — |                                                                         |
| 2015 | Te manquer Rester vivant                                        | FR179 (1 Wo.)FR | — | — | — | Erstveröffentlichung: 19. Januar 2015                                   |
| 2015 | De l’amour                                                      | FR31 (12 Wo.)FR | BEW31 (2 Wo.)BEW | — | — | Erstveröffentlichung: 16. Oktober 2015                                  |
| 2017 | Des raisons d’espérer De l’amour                                | FR78 (2 Wo.)FR | — | — | — | Erstveröffentlichung: 3. Februar 2017                                   |
| 2018 | J’en parlerai au diable Mon pays c’est l’amour                  | FR11 (3 Wo.)FR | BEW22 (4 Wo.)BEW | — | CH29 (1 Wo.)CH | Erstveröffentlichung: 19. Oktober 2018                                  |
| 2019 | Pardonne-moi Mon pays c’est l’amour                             | FR22 (2 Wo.)FR | — | — | CH67 (1 Wo.)CH | Erstveröffentlichung: 22. Februar 2019                                  |
| 2019 | Diégo, libre dans sa tête (2019) –                              | FR196 Gold · (1 Wo.)FR | — | — | — | Erstveröffentlichung: 18. Oktober 2019                                  |
| Folgende Lieder erschienen nicht als Single, wurden aber durch das Album zum Download und Streaming bereitgestellt und konnten somit eine Platzierung erlangen: |                                                                 | | | | |                                                                         |
| |                                                                 | | | | |                                                                         |
| 1986 | L’envie Gang                                                    | FR8 Gold · (11 Wo.)FR | — | — | CH26 d (2 Wo.)CH | Charteinstieg FR: 2012                                                  |
| 2014 | Rester vivant                                                   | FR148 (1 Wo.)FR | — | — | — |                                                                         |
| 2015 | Un dimanche de janvier De l’amour                               | FR192 (1 Wo.)FR | — | — | — |                                                                         |
| 2018 | Mon pays c’est l’amour                                          | FR27 (1 Wo.)FR | — | — | — |                                                                         |
| 2018 | Made In Rock’n’Roll Mon pays c’est l’amour                      | FR55 (1 Wo.)FR | — | — | — |                                                                         |
| 2018 | Interlude Mon pays c’est l’amour                                | FR63 (1 Wo.)FR | — | — | — |                                                                         |
| 2018 | 4 m² Mon pays c’est l’amour                                     | FR69 (1 Wo.)FR | — | — | — |                                                                         |
| 2018 | Tomber encore Mon pays c’est l’amour                            | FR76 (1 Wo.)FR | — | — | — |                                                                         |
| 2018 | Je ne suis qu’un homme Mon pays c’est l’amour                   | FR77 (1 Wo.)FR | — | — | — |                                                                         |
| 2018 | Back In LA Mon pays c’est l’amour                               | FR79 (1 Wo.)FR | — | — | — |                                                                         |
| 2018 | Un enfant du siècle Mon pays c’est l’amour                      | FR90 (1 Wo.)FR | — | — | — |                                                                         |
| 2018 | L’Amérique de William Mon pays c’est l’amour                    | FR107 (1 Wo.)FR | — | — | — |                                                                         |
| 2020 | Nashville Blues Deux sortes d’hommes                            | FR170 (1 Wo.)FR | — | — | — |                                                                         |
| 2020 | La terre promise Deux sortes d’hommes                           | FR177 (1 Wo.)FR | — | — | — |                                                                         |
| 2020 | Tes tendres années Deux sortes d’hommes                         | FR200 (1 Wo.)FR | — | — | — |                                                                         |

grau schraffiert: keine Chartdaten aus diesem Jahr verfügbar
Weitere Singles
| - 1961: 24 000 baisers - 1961: À New Orléans - 1961: Nous quand on s'embrasse - 1961: Viens danser le twist-Let’s Twist Again - 1961: Wap-dou-wap tu aimes le twist - 1962: I Got A Woman - 1962: Elle est terrible - 1963: Tes tendres années - 1963: Les bras en croix - 1963: Pour moi la vie va commencer - 1963: Ma guitare - 1968: Le mauvais rêve - 1968: À tout casser - 1968: Cours plus vite Charlie - 1968: Je suis l’amour - 1969: Rivière... ouvre ton lit - 1969: Que je t’aime - 1970: Jésus Christ - 1970: Deux amis pour un amour - 1971: Essayez - 1971: Oh ! Ma jolie Sarah - 1971: Fils de personne - 1972: Comme si je devais mourir demain - 1972: Rien ne vaut cette fille là - 1972: Sauvez-moi - 1972: Avant - 1973: Comme un corbeau blanc - 1973: Le Feu - 1973: J’ai Un Problème (mit Sylvie, FR: Gold) - 1974: Prends ma vie - 1974: Je t’aime, je t’aime, je t’aime - 1974: Johnny rider - 1975: À propos de mon père - 1975: Hey lovely lady - 1977: Tant pis… C’est la vie | - 1977: Le Coeur En Deux (FR: Gold) - 1978: Elle m’oublie - 1978: Revoilà ma solitude - 1979: Le bon temps du rock and roll - 1979: Ma gueule - 1980: Qu’est-ce qu’elle fait - 1980: Un diable entouré d’anges - 1980: Chez madame Lolita - 1981: Excusez-moi de chanter encore du Rock And Roll - 1981: Je t’ai aimé - 1981: J’en ai marre - 1982: Montpellier - 1982: Mon Amérique à moi - 1982: Je suis victime de l’amour - 1983: Cartes postales d’Alabama - 1983: J’ai épousé une ombre - 1983: Pour ceux qui s’aiment - 1983: L’amour violent - 1983: Signes extérieurs de richesse - 1985: Rock’n’Roll Attitude - 1992: La guitare fait mal - 1995: J’la croise tous les matins - 1997: Rouler sur la rivière - 1997: Comme un roc - 2000: Quelques cris - 2007: Blueberry Hill (mit Chris Isaak) - 2008: Chavirer les foules - 2008: Que restera-t-il ? - 2009: Si mon cœur - 2009: Ça peut changer le monde - 2009: Joue pas de rock’n’roll pour moi - 2009: Et maintenant - 2011: Jamais seul - 2014: Seul - 2015: Mon cœur qui bat |

### Als Gastmusiker
| Jahr | Titel Album                           | Höchstplatzierung, Gesamtwochen, AuszeichnungChartplatzierungen (Jahr, Titel, Album, Platzierungen, Wochen, Auszeichnungen, Anmerkungen) | Höchstplatzierung, Gesamtwochen, AuszeichnungChartplatzierungen (Jahr, Titel, Album, Platzierungen, Wochen, Auszeichnungen, Anmerkungen) | Höchstplatzierung, Gesamtwochen, AuszeichnungChartplatzierungen (Jahr, Titel, Album, Platzierungen, Wochen, Auszeichnungen, Anmerkungen) | Höchstplatzierung, Gesamtwochen, AuszeichnungChartplatzierungen (Jahr, Titel, Album, Platzierungen, Wochen, Auszeichnungen, Anmerkungen) | Anmerkungen                         |
| Jahr | Titel Album                           | FR | BEW | DE | CH | Anmerkungen                         |
| --- | ------------------------------------- | --- | --- | --- | --- | ----------------------------------- |
| Folgende Lieder erschienen nicht als Single, wurden aber durch das Album zum Download und Streaming bereitgestellt und konnten somit eine Platzierung erlangen: |                                       | | | | |                                     |
| |                                       | | | | |                                     |
| 2017 | Toute la musique que j’aime Panoramas | FR78 (1 Wo.)FR | — | — | — | Florent Pagny feat. Johnny Hallyday |

## Videoalben
| Jahr | Titel                                   | Höchstplatzierung, Gesamtwochen, AuszeichnungChartplatzierungen (Jahr, Titel, Platzierungen, Wochen, Auszeichnungen, Anmerkungen) | Höchstplatzierung, Gesamtwochen, AuszeichnungChartplatzierungen (Jahr, Titel, Platzierungen, Wochen, Auszeichnungen, Anmerkungen) | Höchstplatzierung, Gesamtwochen, AuszeichnungChartplatzierungen (Jahr, Titel, Platzierungen, Wochen, Auszeichnungen, Anmerkungen) | Höchstplatzierung, Gesamtwochen, AuszeichnungChartplatzierungen (Jahr, Titel, Platzierungen, Wochen, Auszeichnungen, Anmerkungen) | Anmerkungen                                                                |
| Jahr | Titel                                   | FR | BEW | DE | CH | Anmerkungen                                                                |
| ---- | --------------------------------------- | --- | --- | --- | --- | -------------------------------------------------------------------------- |
| 1982 | Palais des Sports 1982                  | FR— GoldFR | — | — | — | Erstveröffentlichung: 1982                                                 |
| 1988 | Johnny À Bercy                          | FR— GoldFR | — | — | — | Erstveröffentlichung: 1988                                                 |
| 1990 | Dans la chaleur de Bercy                | FR— GoldFR | — | — | — | Erstveröffentlichung: 1990                                                 |
| 1993 | Bercy 92                                | FR— GoldFR | — | — | — | Erstveröffentlichung: 1993                                                 |
| 1998 | Allumer le feu – Stade de France 98     | FR— PlatinFR | — | — | — | Erstveröffentlichung: 1998                                                 |
| 2000 | Lorada Tour                             | FR— GoldFR | — | — | — | Erstveröffentlichung: 2000                                                 |
| 2000 | 100% Johnny – Concert à la Tour Eiffel  | FR— DiamantFR | — | — | — | Erstveröffentlichung: 2000                                                 |
| 2000 | Olympia 2000                            | FR— ×3DreifachplatinFR | — | — | — | Erstveröffentlichung: 2000                                                 |
| 2002 | Hallyday Par Johnny                     | FR— GoldFR | — | — | — | Erstveröffentlichung: 25. Juni 2002                                        |
| 2004 | Parc Des Princes 2003                   | FR— DiamantFR | — | — | — | Erstveröffentlichung: 16. Januar 2004                                      |
| 2006 | Flashback Tour – Palais des Sports 2006 | FR— ×2DoppelplatinFR | — | — | CH4 (1 Wo.)CH | Erstveröffentlichung: 18. März 2006 Charteinstieg: 2017                    |
| 2006 | Le Zénith 1984                          | FR— GoldFR | — | — | — | Erstveröffentlichung: 18. August 2006                                      |
| 2007 | Live a La Cigale (12–17 Decembre 2006)  | FR— PlatinFR | — | — | — | Erstveröffentlichung: 2007                                                 |
| 2008 | Live At Montreux 1988                   | FR— Platin (UPFI)FR | — | — | CH6 (5 Wo.)CH | Erstveröffentlichung: 2008                                                 |
| 2008 | Volume 1 – Les années 60                | — | — | — | CH4 (6 Wo.)CH | Erstveröffentlichung: 2008                                                 |
| 2009 | Volume 2 – Les années 70/84             | — | — | — | CH5 (3 Wo.)CH | Erstveröffentlichung: 2009                                                 |
| 2009 | Tour 66 (Stade de France 2009)          | FR— DiamantFR | — | — | CH1 Gold · (14 Wo.)CH | Erstveröffentlichung: 2009                                                 |
| 2010 | Volume 3 – Les années 1985/2000         | — | — | — | CH9 (1 Wo.)CH | Erstveröffentlichung: 2010                                                 |
| 2013 | Born Rocker Tour                        | FR— DiamantFR | — | — | CH2 (6 Wo.)CH | Erstveröffentlichung: 25. November 2013                                    |
| 2016 | Rester vivant tour                      | FR— DiamantFR | — | — | CH3 (5 Wo.)CH | Erstveröffentlichung: 21. Oktober 2016                                     |
| 2018 | Les années live Warner                  | FR— ×2DoppelplatinFR | — | — | CH1 (9 Wo.)CH | Erstveröffentlichung: 26. Oktober 2018                                     |
| 2019 | Les vieilles canailles – Le live        | FR— DiamantFR | — | — | CH2 (7 Wo.)CH | Erstveröffentlichung: 8. November 2019 mit Jacques Dutronc & Eddy Mitchell |
| 2020 | Son rêve américain                      | FR— GoldFR | — | — | CH3 (1 Wo.)CH | Erstveröffentlichung: 4. Dezember 2020                                     |

grau schraffiert: keine Chartdaten aus diesem Jahr verfügbar

## Boxsets
| Jahr | Titel                                            | Höchstplatzierung, Gesamtwochen, AuszeichnungChartplatzierungen (Jahr, Titel, Platzierungen, Wochen, Auszeichnungen, Anmerkungen) | Höchstplatzierung, Gesamtwochen, AuszeichnungChartplatzierungen (Jahr, Titel, Platzierungen, Wochen, Auszeichnungen, Anmerkungen) | Höchstplatzierung, Gesamtwochen, AuszeichnungChartplatzierungen (Jahr, Titel, Platzierungen, Wochen, Auszeichnungen, Anmerkungen) | Anmerkungen                                    |
| Jahr | Titel                                            | FR | BEW | CH | Anmerkungen                                    |
| ---- | ------------------------------------------------ | --- | --- | --- | ---------------------------------------------- |
| 2009 | Coffret 10 EP 1961–1962                          | FR89 (1 Wo.)FR | — | — | Erstveröffentlichung: 4. September 2009 EP-Set |
| 2009 | Coffret 11 EP 1963–1964                          | FR122 (1 Wo.)FR | — | — | Erstveröffentlichung: 12. Oktober 2009 EP-Set  |
| 2011 | Hit Box 3CD                                      | FR188 (1 Wo.)FR | — | — | Erstveröffentlichung: 10. Oktober 2011         |
| 2013 | 2CD: Master série                                | FR111 d (1 Wo.)FR | — | — | Erstveröffentlichung: 3. September 2013        |
| 2014 | 2007–2012 Albums Studio Warner                   | FR138 (1 Wo.)FR | — | — | Erstveröffentlichung: 17. November 2014        |
| 2017 | De l’amour / Rester vivant                       | FR26 Gold · (9 Wo.)FR | — | CH73 (1 Wo.)CH | Erstveröffentlichung: 11. August 2017          |
| 2018 | Les albums studio Warner                         | FR166 (2 Wo.)FR | — | — | Erstveröffentlichung: 8. Juni 2018             |
| 2018 | L’attente / On Stage                             | FR189 (1 Wo.)FR | — | — | Erstveröffentlichung: 5. September 2019        |
| 2018 | On a tous quelque chose de Johnny + Best of      | FR18 (1 Wo.)FR | — | — | Erstveröffentlichung: 19. Oktober 2018         |
| 2018 | Les albums live Warner                           | FR59 (8 Wo.)FR | — | — | Erstveröffentlichung: 26. Oktober 2018         |
| 2018 | Coffret collector – En hommage à Johnny Hallyday | — | BEW78 (4 Wo.)BEW | — |                                                |
| 2019 | Coffret 20 albums étrangers                      | FR159 (1 Wo.)FR | BEW54 (2 Wo.)BEW | — | Erstveröffentlichung: 14. Juni 2019            |
| 2019 | Master serie 3CD                                 | FR120 (1 Wo.)FR | — | — |                                                |
| 2021 | Actes I & II                                     | FR159 (1 Wo.)FR | BEW45 (4 Wo.)BEW | — | Erstveröffentlichung: 10. Dezember 2021        |
| 2022 | North America Live Tour Collection-Box           | FR141 (1 Wo.)FR | — | — | Erstveröffentlichung: 9. Dezember 2022         |
| 2024 | Johnny Hallyday 68                               | — | BEW65 (1 Wo.)BEW | — | Erstveröffentlichung: Dezember 2024            |

Weitere Boxsets
- 1970: Dix ans de ma vie
- 1982: Le Cube
- 1993: Collection 1976-80
- 1999: Master Série – Vol. 1 & 2

## Sonderveröffentlichungen

### Johnny Archives Live
Seit 2022 werden exklusiv über den offiziellen Onlineshop alte Livemitschnitte in limitierter Stückzahl auf CD und Vinyl veröffentlicht.
| Jahr | Titel                              | Höchstplatzierung, Gesamtwochen, AuszeichnungChartplatzierungen (Jahr, Titel, Platzierungen, Wochen, Auszeichnungen, Anmerkungen) | Höchstplatzierung, Gesamtwochen, AuszeichnungChartplatzierungen (Jahr, Titel, Platzierungen, Wochen, Auszeichnungen, Anmerkungen) | Höchstplatzierung, Gesamtwochen, AuszeichnungChartplatzierungen (Jahr, Titel, Platzierungen, Wochen, Auszeichnungen, Anmerkungen) | Anmerkungen                             |
| Jahr | Titel                              | FR | BEW | CH | Anmerkungen                             |
| ---- | ---------------------------------- | --- | --- | --- | --------------------------------------- |
| 2022 | Johnny Circus 1972                 | FR11 (3 Wo.)FR | BEW13 (3 Wo.)BEW | — | Erstveröffentlichung: 3. Juni 2022      |
| 2022 | Grenoble 10 Février 1968           | — | BEW20 (2 Wo.)BEW | — | Erstveröffentlichung: 3. Juni 2022      |
| 2022 | Fréjus 30 Juillet 1966             | FR23 (2 Wo.)FR | BEW22 (2 Wo.)BEW | — | Erstveröffentlichung: 3. Juni 2022      |
| 2023 | Lyon Palais D’hiver, 14 Avril 1973 | FR20 (1 Wo.)FR | BEW52 (1 Wo.)BEW | — | Erstveröffentlichung: 30. Juni 2023     |
| 2023 | Toulouse, 12 Octobre 1965          | FR31 (1 Wo.)FR | BEW55 (1 Wo.)BEW | — | Erstveröffentlichung: 30. Juni 2023     |
| 2024 | Zénith - Paris 2 Février 1985      | — | BEW7 (1 Wo.)BEW | — | Erstveröffentlichung: 1. September 2024 |
| 2024 | Fête De L'huma 15 Septembre 1991   | — | BEW14 (1 Wo.)BEW | — | Erstveröffentlichung: 1. September 2024 |

### Itinéraire d’une légende
Die Serie Itinéraire d’une légende erschien in Teils limitierter Stückzahl analog zur gleichnamigen Webserie.
| Jahr | Titel                       | Höchstplatzierung, Gesamtwochen, AuszeichnungChartplatzierungen (Jahr, Titel, Platzierungen, Wochen, Auszeichnungen, Anmerkungen) | Höchstplatzierung, Gesamtwochen, AuszeichnungChartplatzierungen (Jahr, Titel, Platzierungen, Wochen, Auszeichnungen, Anmerkungen) | Höchstplatzierung, Gesamtwochen, AuszeichnungChartplatzierungen (Jahr, Titel, Platzierungen, Wochen, Auszeichnungen, Anmerkungen) | Anmerkungen                                                                              |
| Jahr | Titel                       | FR | BEW | CH | Anmerkungen                                                                              |
| ---- | --------------------------- | --- | --- | --- | ---------------------------------------------------------------------------------------- |
| 2022 | Légende – Best of 40 Titres | FR17 (45 Wo.)FR | — | — | Erstveröffentlichung: 25. November 2022                                                  |
| 2022 | Légende – Best of 20 Titres | FR48 Platin · (6 Wo.)FR | BEW12 (16 Wo.)BEW | — | Erstveröffentlichung: 25. November 2022 gekürzte Version von Légende – Best of 40 Titres |
| 2022 | Solitaire                   | FR168 (1 Wo.)FR | BEW170 (1 Wo.)BEW | — | Erstveröffentlichung: 25. November 2022                                                  |
| 2022 | Performer                   | FR161 (1 Wo.)FR | BEW172 (1 Wo.)BEW | — | Erstveröffentlichung: 25. November 2022                                                  |
| 2022 | Irrésistible                | FR174 (1 Wo.)FR | BEW181 (1 Wo.)BEW | — | Erstveröffentlichung: 25. November 2022                                                  |
| 2022 | Pionnier                    | FR156 (1 Wo.)FR | — | — | Erstveröffentlichung: 25. November 2022                                                  |
| 2022 | Rebel                       | FR183 (1 Wo.)FR | — | — | Erstveröffentlichung: 25. November 2022                                                  |

### Weitere Alben
| Jahr | Titel                                              | Höchstplatzierung, Gesamtwochen, AuszeichnungChartplatzierungen (Jahr, Titel, Platzierungen, Wochen, Auszeichnungen, Anmerkungen) | Höchstplatzierung, Gesamtwochen, AuszeichnungChartplatzierungen (Jahr, Titel, Platzierungen, Wochen, Auszeichnungen, Anmerkungen) | Höchstplatzierung, Gesamtwochen, AuszeichnungChartplatzierungen (Jahr, Titel, Platzierungen, Wochen, Auszeichnungen, Anmerkungen) | Anmerkungen                                                         |
| Jahr | Titel                                              | FR | BEW | CH | Anmerkungen                                                         |
| ---- | -------------------------------------------------- | --- | --- | --- | ------------------------------------------------------------------- |
| 2010 | Les Concerts Mythiques De L’Olympia – Juillet 2000 | FR— PlatinFR | — | — | Erstveröffentlichung: 2010 Heftbeigabe des TV-Magazins Télé 7 Jours |
| 2013 | Compil Quizz Johnny Hallyday                       | FR171 (2 Wo.)FR | — | — | Erstveröffentlichung: 2013 Quiz-CD + Kompilation                    |

## Statistik

### Chartauswertung
|                     | FR      | BEW       | CH     |
| ------------------- | ------- | --------- | ------ |
| Nummer-eins-Alben   | FR22FR  | BEW19BEW  | CH1CH  |
| Top-10-Alben        | FR38FR  | BEW40BEW  | CH13CH |
| Alben in den Charts | FR180FR | BEW112BEW | CH45CH |

|                       | FR      | BEW      | DE    | CH     |
| --------------------- | ------- | -------- | ----- | ------ |
| Nummer-eins-Singles   | FR6FR   | BEW—BEW  | DE—DE | CH—CH  |
| Top-10-Singles        | FR32FR  | BEW13BEW | DE—DE | CH1CH  |
| Singles in den Charts | FR111FR | BEW33BEW | DE1DE | CH26CH |

|                          | FR    | BEW     | DE    | CH     |
| ------------------------ | ----- | ------- | ----- | ------ |
| Nummer-eins-Videoalben   | FR—FR | BEW—BEW | DE—DE | CH2CH  |
| Top-10-Videoalben        | FR—FR | BEW—BEW | DE—DE | CH11CH |
| Videoalben in den Charts | FR—FR | BEW—BEW | DE—DE | CH11CH |

### Auszeichnungen für Musikverkäufe
| Platin-Schallplatte - Europa - 1997: für das Album Lorada Tour - 2002: für das Album À la vie, à la mort - 2006: für das Album Ma vérité | 2× Platin-Schallplatte - Europa - 2005: für das Album Sang pour sang |

Anmerkung: Auszeichnungen in Ländern aus den Charttabellen bzw. Chartboxen sind in ebendiesen zu finden.
| Land/RegionAuszeichnungen für Musikverkäufe (Land/Region, Auszeichnungen, Verkäufe, Quellen) | Silber     | Gold       | Platin       | Diamant       | Verkäufe    | Quellen                                                   |
| -------------------------------------------------------------------------------------------- | ---------- | ---------- | ------------ | ------------- | ----------- | --------------------------------------------------------- |
| Belgien (BRMA)                                                                               | —          | 17× Gold17 | 6× Platin6   | —             | 620.000     | ultratop.be                                               |
| Europa (IFPI)                                                                                | —          | —          | 5× Platin5   | —             | (5.000.000) | ifpi.org (Memento vom 1. Januar 2014 im Internet Archive) |
| Frankreich (SNEP)                                                                            | 4× Silber4 | 61× Gold61 | 69× Platin69 | 17× Diamant17 | 30.308.333  | infodisc.fr snepmusique.com                               |
| Frankreich (UPFI)                                                                            | —          | —          | Platin1      | —             | 15.000      | upfi.fr                                                   |
| Schweiz (IFPI)                                                                               | —          | 11× Gold11 | 3× Platin3   | —             | 283.000     | hitparade.ch                                              |
| Insgesamt                                                                                    | 4× Silber4 | 89× Gold89 | 84× Platin84 | 17× Diamant17 |             |                                                           |